# Літуаніка
Літуаніка (лит. Lituanica) — літак, на якому американські льотчики литовського походження Стяпонас Дарюс і Стасіс Ґіренас в липні 1933 році намагалися встановити рекорд дальності польоту.
Вилетівши з Нью-Йорка і вдало перелетівши Атлантичний океан, вони розбилися за нез'ясованих обставин, коли до кінця маршруту (Каунаса, тодішньої тимчасової столиці Литви) залишалося менше десятої частини шляху. Цей переліт вважається[ким?] однією з найважливіших подій в історії Литви XX століття.

## Маршрут

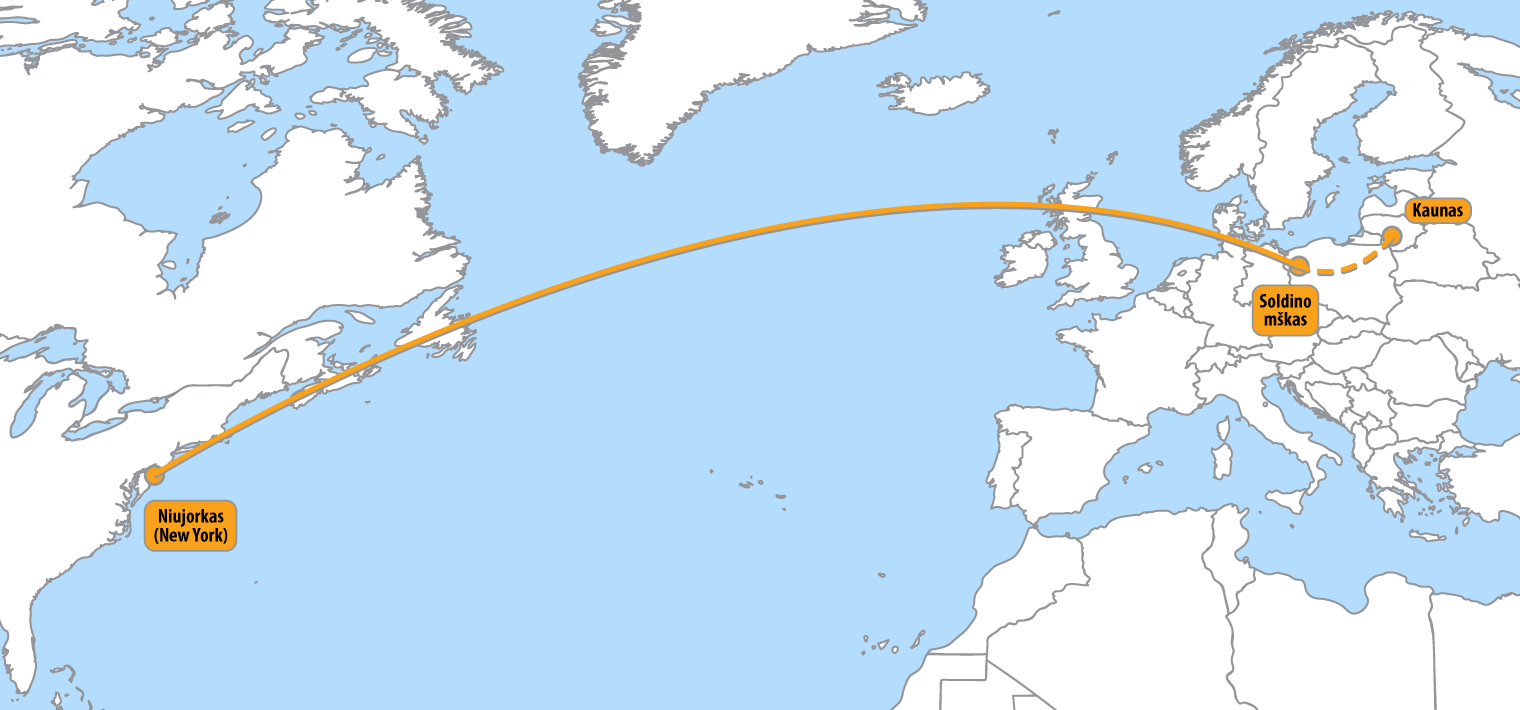
Маршрут польоту

Весь маршрут був розділений на три етапи: Нью-Йорк-Ньюфаундленд — 2129,8 км, Атлантичний океан — 3513,2 км, Ірландія-Каунас — 1543 км (всього 7186 км). Перші два етапи (політ над морем) вважалися більш складними і небезпечними, третій — простішим.
У своєму зверненні пілоти заявили, що як вдалий переліт, так і можлива катастрофа зміцнить «дух синів Литви» (лит. «Lietuvos sūnų dvasią»), надихаючи їх на нові подвиги. У світі цей переліт був цікавий як з наукової (вивчення повітряних течій), так і з інженерної точки зору (навігаційні можливості використаного літака).
Хоча після одиночного трансатлантичного перельоту Ліндберга в 1927 році було здійснено багато (в тому числі і успішних) перельотів з встановленням рекордів дальності, тож виклик залишався дуже серйозним.

## Літак
18 червня 1932 досвідчені литовські пілоти Стяпонас Дарюс і Стасіс Ґіренас, які проживали в США, за 3200 доларів викупили у суспільства Бєлланка при Полвокському (Pal-Waukee) аеропорту в Чикаго шестимісний пасажирський літак Bellanca Pacemaker, на якому Дарюс вже літав протягом трьох років. Через те, що літак не годився для далеких польотів, був потрібний новий двигун, додаткові паливні баки, вимірювальні і навігаційні прилади — на все це потрібно було ще 3000 доларів, яких у них не було. У 1932 році весь світ переживав економічну кризу, тому спонсора, щоб профінансувати весь переліт, не знайшлося. Для збору грошей був організований спеціальний фонд, проводилися дні авіації, коли пілоти за пожертви робили польоти з їх учасниками, велася агітація в литовській пресі. За 1932 рік з таких свят і інших заходів, а також від спонсорів, фонд перельоту зібрав 4200 доларів.
Було виготовлено довші крила з чотирма паливними баками, встановлено новий дев'ятіціліндровий радіальний двигун Wright на 365—388 к. с. і новий гвинт, на двигун встановлено кільце Тауненда, на спеціальні колеса шасі з максимально вузькою шиною надіті постоли-обтічники. Весь літак був обтягнутий новим покриттям, пофарбованим в помаранчевий колір. Було отримано новий реєстраційний номер — NR-688E.
На початку лютого 1933 року було отримано дозволи на перевезення пошти через океан по повітрю від поштових установ Литви і США. 15 квітня журналіст газети «Науенос» (лит. «Naujienos» — «Новини») А. Вайвада запропонував назвати літак «Lituanica» (найближче до англ. Lithuania, щось на кшталт «литовських», «дух Литви») — ця назва всім сподобалась і її було прийнято.
24 квітня повністю підготовлена до перельоту «Літуаніка» була заправлена 3541 л палива і 145 л мастила, що дозволяло літаку прилетіти в Каунас з запасом на ще 800 км польоту. У літаку не було радіо, а пілоти не брали парашути, тому що літак і так був перевантажений. У трансатлантичних перельотах такі «зручності», а також і автопілот, зазвичай використовувалися, особливо в разі організації польоту військовими. Офіційно було визнано, що «Літуаніка» мала все необхідне навігаційне обладнання і була достатньо підготовлена до перельоту. Тим більше що аналогічні літаки «Белланка» неодноразово використовувалися в інших далеких перельотах.

### Льотно-технічні характеристики літака

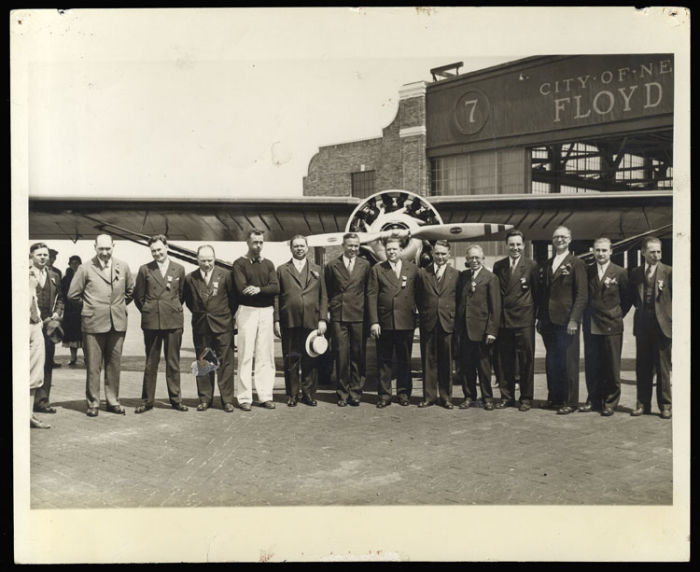
Спонсори польоту «Літуаніки», 1933 рік

| Характеристика           | Показник                  |
| ------------------------ | ------------------------- |
| Базова модель            | Bellanca CH-300 Pacemaker |
| Двигун                   | Wright R-975E             |
| Потужність               | ~375 к. с.                |
| Розмах крил              | 15,24 м                   |
| Площа крил               | 27,5 м²                   |
| Довжина                  | 8,45 м                    |
| Практична стеля          | 6096 м                    |
| Вага порожнього літака   | 1203 кг                   |
| Максимальна злітна маса  | 3668 кг                   |
| Екіпаж                   | 2                         |
| Крейсерська швидкість:   | 194,6 км/г                |
| Максимальна швидкість:   | 249 км/г                  |
| Місткість паливного бака | 3636,8 л                  |
| Місткість маслобаку      | 159 л                     |

## Переліт

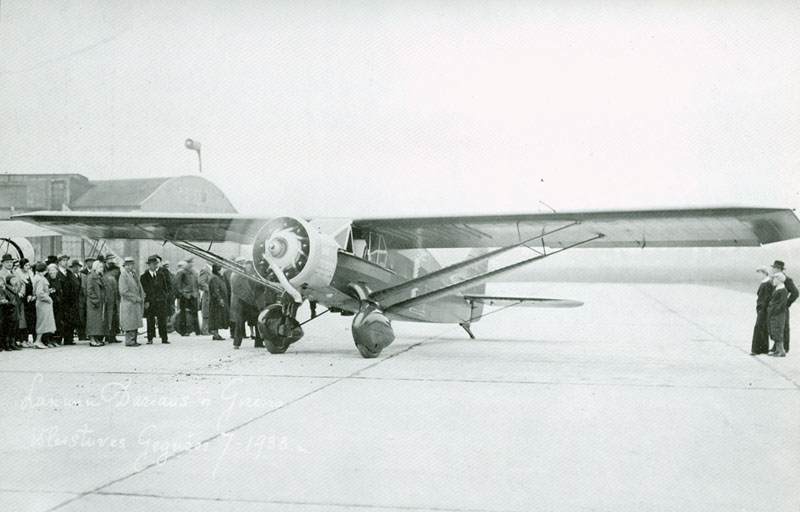
«Літуаніка» перед початком польоту

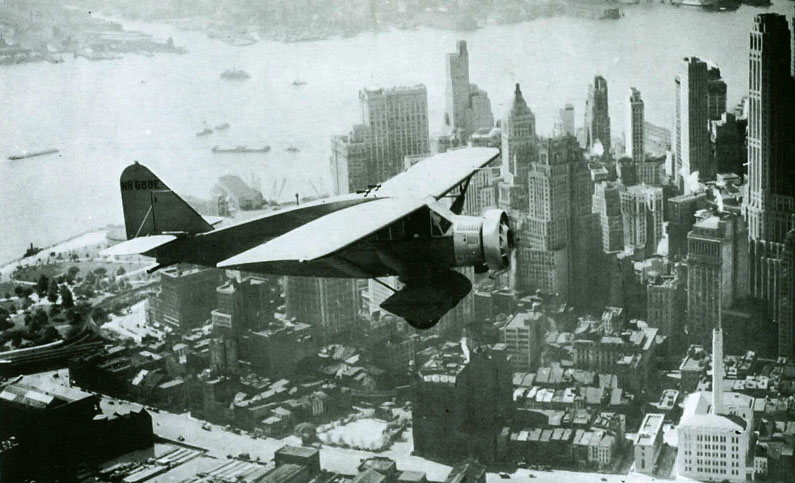
«Літуаніка» над Нью-Йорком

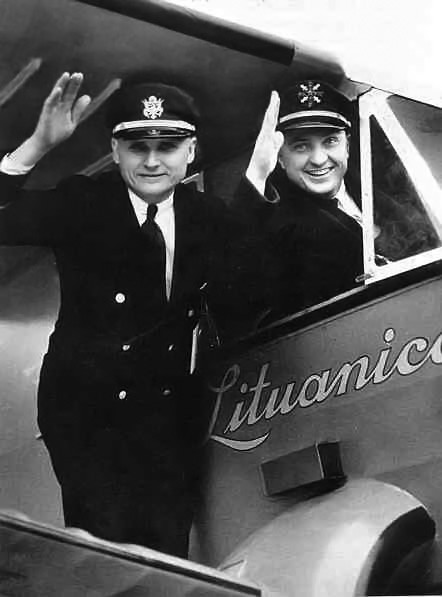
Дарюс у літаку «Літуаніка» і Ґіренас поруч з кабіною

Дочекавшись вдалої погоди 15 липня 1933 року в 6:24 літак вилетів з нью-йоркського аеропорту Флойд Беннет (англ. Floyd Bennett). На розгоні сильно перевантажений літак двічі мало не викотився зі злітної смуги і відірвався від землі тільки в самому її кінці.
Новина про політ «Літуаніка» відразу розійшлася по всьому світу через телеграфні агентства. В той же день про виліт дізналися і в Литві. Увечері 16 липня було запалено вогні на антені каунаській радіостанції, в повітрі патрулював літак військової авіації, а на аеродромі Алексотас зібрався 25-тисячний натовп, що чекав появи героїв. В Каунас літак повинен був прибути в районі 2-3 годин ночі. Але вночі 17 липня «Літуаніка» так і не з'явилася, і до ранку люди почали розходитися.
Перелетівши Атлантичний океан, через погані погодні умови перед Ірландією Дарюс і Ґіренас повернули на північ і через Шотландію і Північне море досягли Німеччини. При прольоті через містечко Берлінго «Літуаніка» була висвітлена прожектором. Пізніше, 17 липня в 0:36 за берлінським часом, літак зачепив верхівки дерев і, зламавши кілька з них, розбився біля села Кухдам в районі Зольдіна — тепер це село Пшчельнік (пол. Pszczelnik) на території Польщі.
В Литву про трагедію повідомив представник ELTA з Берліна — близько 11:30 17 липня прийшла новина, що недалеко від Зольдіна розбився літак, який німецька повітряна поліція визнала за «Літуаніка». До загиблих пілотів німці проявили належну повагу: виставили почесну варту, труни накрили німецьким і литовським прапорами, прикрасили квітами і вінками, сказали прощальні промови, були присутні військові та урядові представники.
19 липня труни з тілами пілотів були вивезені в Штайн, а звідти — літаком компанії «Дерулюфт» (англ. «Deruluft») в Каунас. Німецький літак від кордону супроводжували 9 литовських літаків. О 16:10 літак з тілами Дарюса і Ґіренаса, тричі облетівши місто, приземлився в Каунасі на аеродромі Алексотас. Загиблих пілотів зустрічали близько 50 тисяч чоловік. Похоронна процесія, супроводжувана дзвоном церковних дзвонів і виттям фабричних сирен, пройшла до Архікатедрального собору, куди всю ніч продовжували приходити люди, щоб попрощатися з народними героями. У той же день з Зольдіна в Каунас був також привезений мішок з листами. Всі вони були помічені в центральному поштамті спеціальною печаткою: «Здолавши Атлантику, загинули на славу Литви».
Литовський уряд вирішив забальзамувати тіла пілотів. На старому каунаському кладовищі у проспекту Вітаутаса за проектом В. Ландсбергіса-Жямкальніса побудований мавзолей (демонтований в 1958 році), в який 1 листопада 1937 року було переміщено останки пілотів. У 1944 році, під кінець Другої світової війни, з наближенням лінії фронту до Литви, тіла були заховані в підвалі медичного факультету каунаського університету, а в 1964 перепоховані на каунаському військовому кладовищі. У 1968 на місці поховання поставлений надгробний пам'ятник, створений скульптором В. Мачюйкою.

## Причини катастрофи

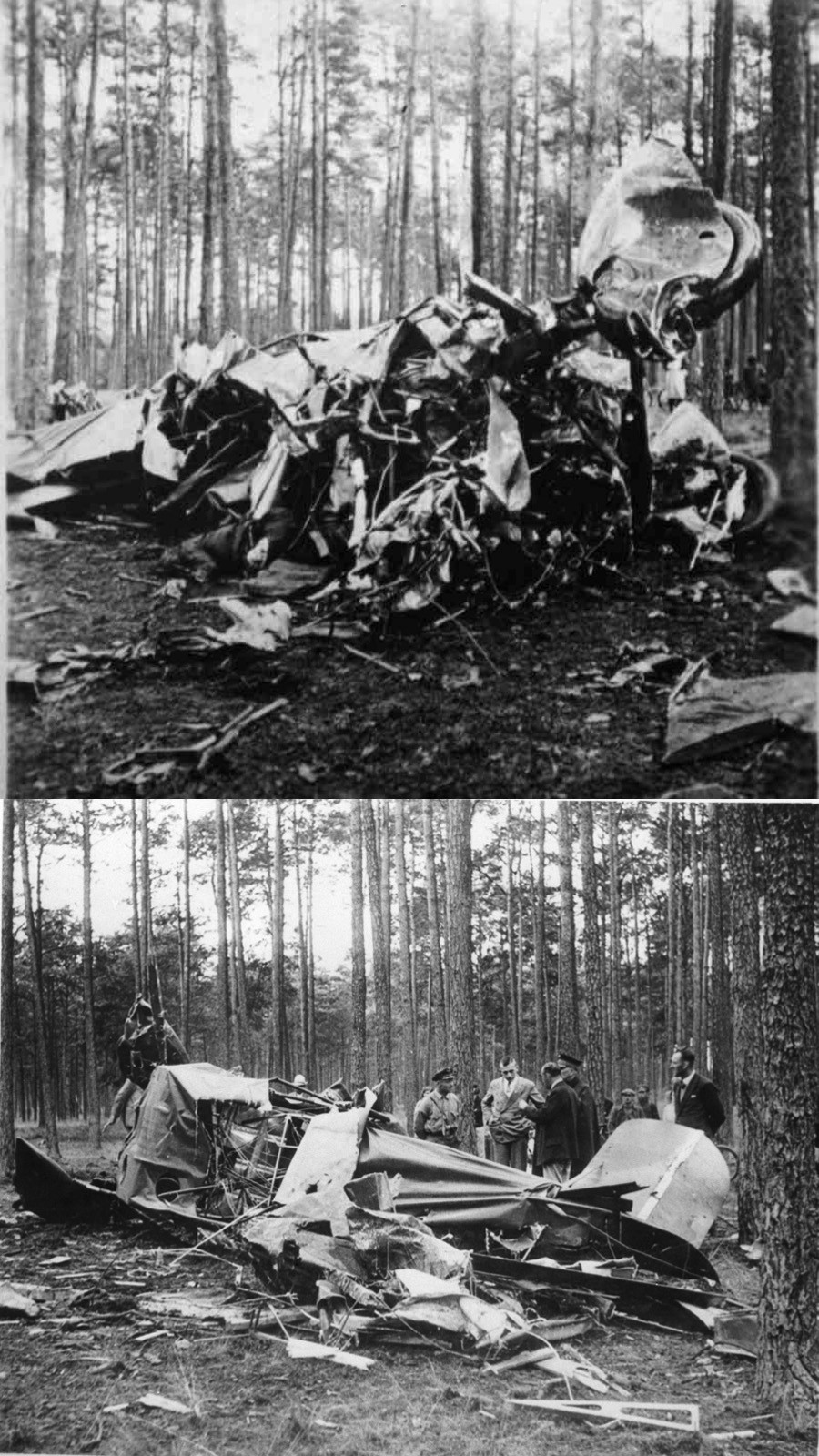
«Літуаніка» після катастрофи

Досі немає чіткого пояснення чому, виконавши довшу і важчу частину шляху, «Літуаніка» розбилася, коли до мети залишалося всього 650 км. Офіційно було оголошено, що катастрофа сталася через грозу або поломки мотора. Однак експерти встановили, що в момент катастрофи двигун працював (повітряний гвинт обертався), а палива було достатньо. Передбачається і помилка пілотів, хоча це були досвідчені пілоти (С. Дарюс, що літав у військовій авіації, не мав жодної аварії).
У ніч катастрофи вибухнула сильна, одна з найсильніших за кілька років, буря. Ймовірно, пілоти вирішили приземлитися і дочекатися ранку перед завершенням польоту в Каунасі. Недалеко від місця аварії «Літуаніка» були сільські поля — перед посадкою літак міг летіти занадто низько, в результаті чого і зачепив дерева на краю лісу. Через багато років литовський пілот В. Кянсгайла (літ. Kensgaila) вивчав ці місця на літаку з повітря і там, за його словами, у напрямку польоту, серед рівного лісу височіє пагорб, порослий дубами схил якого всього в 100 м від місця катастрофи спускається до полів, до яких і спрямовувалася «Літуаніка». Його варіант: пілоти через погані погодні умови зробили навколо села Кухдам кілька кіл, останнє з яких закінчилося трагічно. За словами Б. Бакунаса, про спробу приземлитися на полях перед лісом свідчить той факт, що спочатку вони перелетіли поле і той пагорб, і тільки на зворотному шляху зачепили дерева — а значить літак йшов зі зниженням. Колись на тренуваннях (ще в Литві) С. Дарюс вночі орієнтувався на світло багаття при спробах сісти в поле: ймовірно тут він намагався зорієнтуватися по світлу автомобільних фар — за словами свідків, вони летіли дуже низько, коли побачили автомобільні фари. Незабаром після цього і сталася катастрофа. Звідси, найбільш ймовірно, що катастрофа сталася через погану погоду: була буря, гроза і дуже слабка видимість.
У радянській історіографії було прийнято твердження, що «Літуаніка», пролітаючи над секретним німецьким об'єктом, була ідентифікована як ворожий розвідувальний літак і збита «нацистськими мілітаристами». Однак слідів від куль на тілах пілотів не виявлено.

## Значення

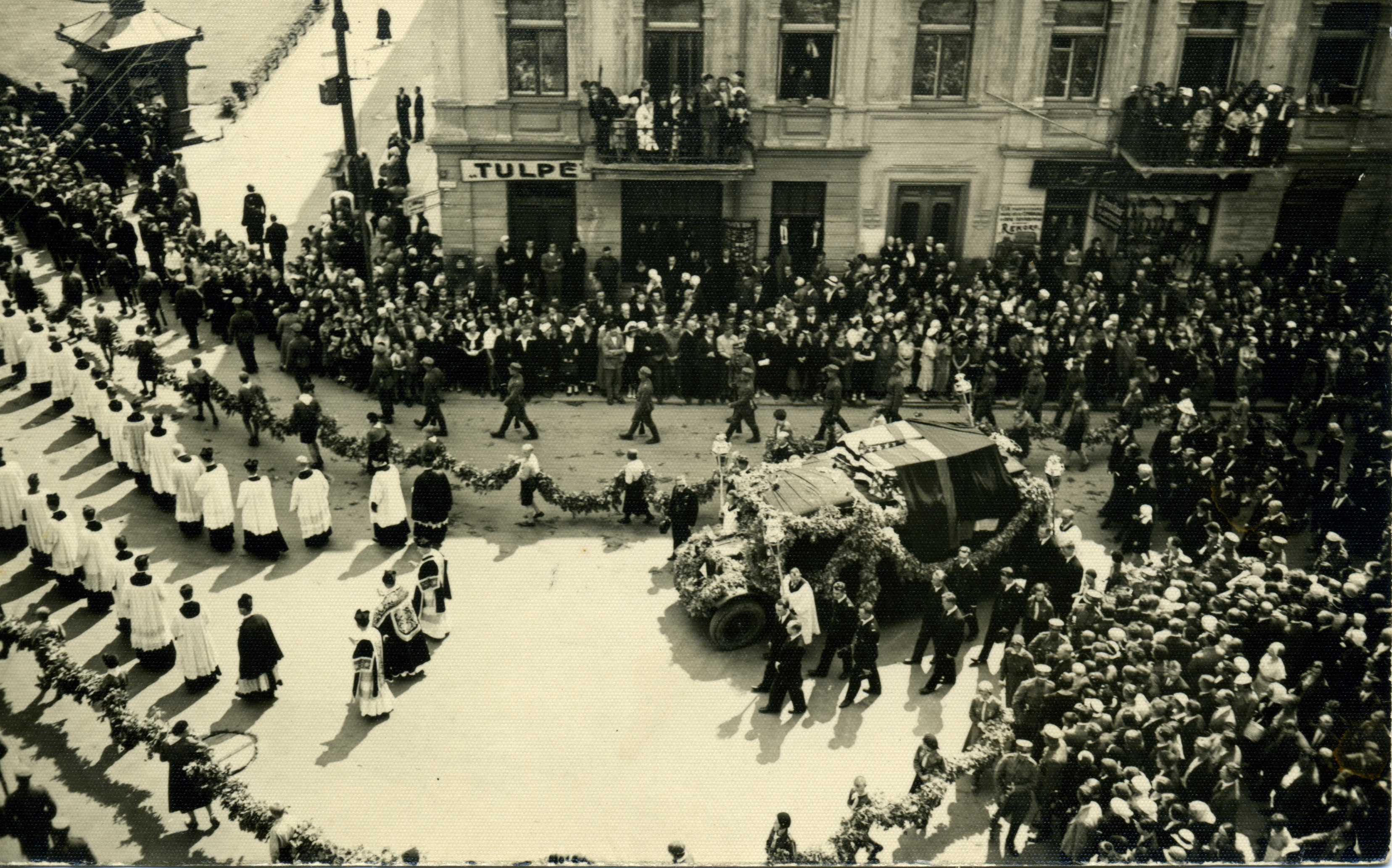
Похорони пілотів у Каунасі

З точки зору історії світової авіації політ С. Дарюса і С. Ґіренаса був одним з багатьох інших, до того ж невдалий. В ті часи рекорди дальності перебивалися один за іншим, і більшість з них ставилося над Атлантикою. Однак, переліт примітний тим, що без приземлень вони протрималися в повітрі 37 годин і 11 хвилин, пролетівши (до місця катастрофи) 6411 кілометрів, що було другим на той момент результатом для безпосадочного перельоту. Незважаючи на погані погодні умови, відсутність радіозв'язку та автопілота, їх політ відрізняється досить високою точністю. Цим польотом був відкритий повітряний шлях для перевезення пошти між Америкою і Європою.
Довгий час в світі політ «Літуаніка» не був достатньо широко відомий. Однак, він мав дуже велике значення для самої Литви: переліт посилено використовувався для агітації і пропаганди, як символ досягнень, доступних в єднанні литовського народу, символ єдності литовців, що емігрували в важкі часи, з тими, хто залишився на батьківщині. Не дивно, що даний подвиг Литва всіляко намагається висвітлити як у себе в країні, так і за кордоном. Подвиг пілотів та їх трагічна смерть стали джерелом натхнення для безлічі поетів, письменників, художників, скульпторів і композиторів.
Останнім часом, в чималому ступені завдяки оригінальному дизайну купюри в 10 літ і достатньому поширенню литовців по країнам шенгенської зони, принаймні в Європі цей переліт досить відомий.

## Вшанування пам'яті

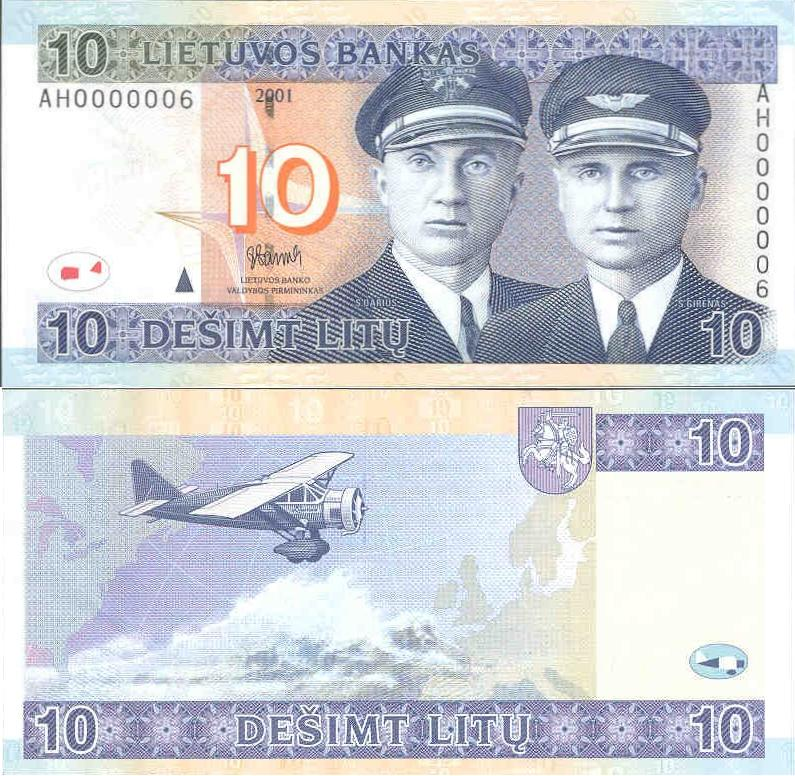
10 литів, банкнота присвячена польоту

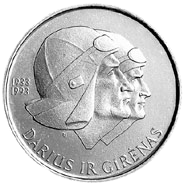
10 литів, монета присвячена польоту

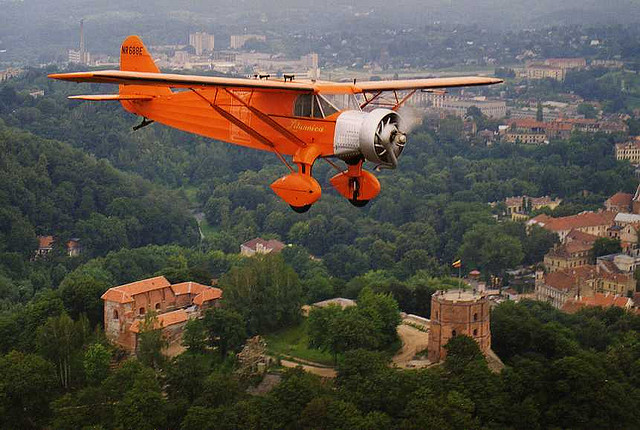
Повномасштабна репліка «Літуаніки» над Вільнюсом, 1993 рік

Стяпонас Дарюс і Стасис Ґіренас після смерті були нагороджені: орденом хрест Вітіса V ступеня, зіркою стрільців і орденом литовських розвідників (лит. Lietuvos skautų ordinu). Пошта Литви випустила 18 травня 1934 року серію з шести поштових марок (Mi. 385—390) в честь С. Дарюса і С. Ґіренаса. Пізніше пошта Литви ще тричі випускала марки, присвячені перельоту С. Дарюса і С. Ґіренаса: 17 липня 1993 (Mi. 530); 12 липня 2008 року (Mi. 980); 20 липня 2013 (Mi. 1140).
Батьківщина Стяпонаса Дарюса — село Рубішке (лит. Rubiškė) було перейменоване на честь пілота на Дарюса. На честь перельоту вершинам на південному заході Паміру були надані імена Літуанікі, а також Дарюса і Ґіренаса. Вулиці Дарюса і Ґіренаса (Dariaus ir Girėno g.) Є в Вільнюсі, Паневежисі, Тельше, Шилуте, Шяуляї.
Також пілотам були поставлені пам'ятники: в Кухдамі (нім. Kuhdamm 1936 нинішній пол. Pszczelnik), Мислібужі в Чикаго (1935), Нью-Йорку (1958), Беверлі Шор (1971), Каунасі (1993).
У 1943 році, в період німецької окупації, литовський скульптор Бронюс Пундзюс висік на валуні Пунтукас (лит. Puntukas) в районі Анікшчяй рельєфні зображення пілотів і частину тексту з заповіту.
У 1958 році в приміщенні нинішнього Військового музею в Каунасі відкрито експозицію трансатлантичного польоту. У музеї зберігаються записи голосів пілотів і кіноматеріали, які передав телеканал LNK.
Хутори, де народилися пілоти, відновлені і теж стали філіями музею авіації (будинок Дарюса знаходиться в Клайпедському районі, в селі Дарюс. Будинок Ґіренаса — в селі Вітогала Шіляльского району). Різними експонатами володіє Жемайтійський художній музей в Плунге.
З 1993 року, з встановленням грошової одиниці літ купюра в 10 одиниць завжди носила зображення пілотів на лицьовій стороні і «Літуаніка» на зворотному. Також була випущена пам'ятна монета з пілотами в 10 літів 1993 року.
На честь цього літака названий ресторан «Lituanica» в Бектоні, Лондон.
У липні-листопаді 2010 року на виставці «Expo 2010» в Шанхаї в павільйоні Литви демонструвалася копія «Літуаніки», що перелетіла Атлантику 77 років тому. Модель літака в масштабі 1: 4 (розмах 4 м, довжина близько 2 м, вага близько 60 кг), підвішена до стелі павільйону, створив Кянсгайла, для якого вона стала третьою копією даного літака — першою стала повнорозмірна пілотована репліка в 1983 р., друга модель, створена в масштабі 1: 2, висить зараз у Вільнюському аеропорту. Цю третю копію, після демонстрації в Шанхаї, перевезли до Лондона і встановили в ресторані «Lituanica».
2013 рік (80-річчя перельоту) оголошений Сеймом Литовської Республіки «Роком перельоту литовських льотчиків Дарюса і Ґіренаса через Атлантичний океан». У серпні того ж року в Вільнюсі, біля Музею енергетики і техніки Литви, відкрилася інсталяція «Крила Літуаніка» («Lituanikos sparnai»). Як основний елемент використано репліку крила літака на підвісному шарнірі (повертається вітром), друге таке ж крило планується встановити в Нью-Йорку.
Повнорозмірна пілотована репліка літака була створена в 1983 році для художнього фільму про легендарних льотчиків. Пізніше її неодноразово привозили на авіаційні свята як в Литві, так і за кордоном. У 2003 році (70-річчя перельоту) ця копія облетіла всю Литву і зробила посадку біля Каунаського музею авіації. У 2013 році, через 10 років, її знову підготували до польоту, для участі в святі вільнюської авіації.

## В кінематографі
У ювілейному 1983 році, до 50-річчя перельоту, були зняті два фільми:
- «Крила Літуаніка» — документальний фільм режисера Робертаса Верба
- «Політ через Атлантичний океан» — художній режисера Раймондаса Вабаласа. Для цього фільму відомий в Литві пілот-конструктор Кянсгайла створив досить автентичну репліку літака — летючу копію в масштабі 1 до 1. Пізніше її неодноразово демонстрували на авіаційних святах, як на землі, так і в польоті.